# Idéal trivial
Cet article court présente un sujet plus développé dans : Idéal.
Soit A un anneau de neutre 0, les idéaux triviaux de A sont :
- {\displaystyle \{0\}}
- A

Ce sont aussi les sous-groupes triviaux de A vu comme groupe additif.
Un anneau commutatif dont les seuls idéaux sont triviaux est un corps commutatif.
Un anneau non commutatif dont les seuls idéaux à gauche (respectivement à droite) sont triviaux est un corps gauche.
Si K est un corps (commutatif ou non) et n un entier naturel non nul, les seuls idéaux bilatères de l'algèbre {\displaystyle M_{n}(K)} des matrices carrées de dimension n à coefficients dans K sont triviaux.